# WRF
A WRF (az angol Weather Research and Forecasting mozaikszóból, jelentése tükörfordításban: "időjárás kutatás és előrejelzés") egy numerikus időjárás előrejelző modell. E modellt alkalmazza többek közt az amerikai meteorológiai szolgálat a Rapid Refresh (RAP) és High-Resolution Rapid Refresh (HRRR), ill. az amerikai hadsereg és számos magánkézben lévő meteorológiai szervezet is. A program a korábbi ETA modellen alapul.
A modellben kétféle dinamikus magot implementáltak. Napjainkban az "Advanced Research WRF" vagy WRF-ARW ("professzionális kutatási WRF") változat elterjedtebb, de a "Nonhydrostatic Mesoscale Model" vagy WRF-NMM ("nemhidrosztatikus mezoskálájú modell") változatot is alkalmazzák üzemszerű előrejelzés készítésére. Mivel a modell mezoskálájú, ezért rendszerint nem az egész Földre, csupán egy beállított régióra futtatják (a modell ugyanakkor globális módban is futtatható).
A modellnek egy speciális, hurrikánok előre jelzésésre kifejlesztett változata, a HWRF (Hurricane Weather Research and Forecasting) a 2007-es hurrikánszezontól működik élesben.

## Magyar futtatások
Magyarországon több meteorológiai szervezet is futtatja rendszeresen a WRF modellt.
| Szervezet                        | elérhetőség                 | frissítési időköz | rácsfelbontás                | kiindulási adatok | előrejelzés hossza |
| Országos Meteorológiai Szolgálat | WRF-ALFA                    | 6 óra             | 2,5 kilométer                | ECMWF + OMSZ      | 36 óra             |
| Országos Meteorológiai Szolgálat | WRF-BETA (belső használatú) | 3 óra             | 1,2 kilométer                | OMSZ WRF-ALFA     | 9 óra              |
| ELTE Meteorológiai Tanszék       | meteor24                    | 12 óra            | 4 kilométer                  | GFS               | 96 óra             |
| Időkép                           | idokep.hu WRF               | 6 óra             | 1,8 kilométer                | GFS + Időkép      | 72 óra             |
| Metnet                           | Metnet WRF                  | 6 óra             | 4 kilométer                  | GFS               | 72 óra             |
| Hungarocontrol                   | belső használatú            | 12 óra            | Ferihegy környékén 400 méter | ECMWF             | ?                  |

## Külső hivatkozások
- A WRF letöltése GitHubról
- WRF-ARW használati utasítás
- WRF felhasználói oldal